# یانلیس سانتوس
یانلیس سانتوس (انگلیسی: Yanelis Santos؛ زادهٔ ۳۰ مارس ۱۹۸۶) بازیکن والیبال اهل کوبا عضو تیم ملی والیبال زنان کوبا و باشگاه لنینگرادکا سنت پترزبورگ است.
یانلیس در جایزه بزرگ جهان ۲۰۰۸ به مدال نقره دست یافت و در المپیک ۲۰۰۸ نیز مقام پنجمی را با کوبا تجربه کرد و در جام جهانی والیبال ۲۰۰۷ به عنوان بهترین سرویس زن انتخاب شد.
سانتوس با رکورد ۱۰۳ کیلومتر بر ساعت رکورد سریعترین اسپک در جهان را در والیبال زنان دارا است.